# 道井悠
道井悠（10月3日—）是日本的女性聲優，石川縣出身。隸屬於Crocodile。

## 經歷
2012年4月加入AIR AGENCY。
2018年1月末離開AIR AGENCY。
2018年6月加入Crocodile。

## 人物
興趣是大胃王、設計、看電影。
特技是擊劍和籃球，擊劍方面、具有國體的出場經驗。
持有廚師的許可證照。

## 演出作品
※粗體字為主要角色。

### 電視動畫
2015年
- 少年好萊塢 -HOLLY STAGE FOR 50-（歌迷）
- BAR 被人討厭的蔬菜（香芹）
- 單色小姐 -The Animation- 3（女性客）

2016年
- 石膏男孩（女子高生、美女）
- 虹色時光（女子、店員）

2018年
- 邪神與廚二病少女（史萊姆老師）

2020年
- 試證明理科生已墜入情網。（奏的朋友）

2021年
- 如果這叫愛情感覺會很噁心（女性B）
- 終末的後宮（柊春歌）

2024年
- 嘆氣的亡靈想隱退（凱娜·諾斯[4]）

### 動畫電影
2019年
- 只想受到你的歡迎（女學生）

### 遊戲
2014年
- 東京七姐妹（神城翠）

2015年
- 蒼穹的Sky Galleon（科瓦特利奎、尤瓦爾特克托里）

2016年
- 萬千回憶（薊）

2017年
- 駭客入侵：人類岐裂

2018年
- 黑幫龍虎門（關）
- Q&Q 司書解答者（西遊記〈三藏法師〉）
- 三國DRIVE（周瑜、張角、孫權）
- 永恆冒險（涅雅）

2019年
- 伊蘇IX -怪人之夜-（亞普 莉莉絲）

2020年
- 怪物彈珠（2020年 - 2021年 柏修斯[5]、嘉蘭[6]）

2022年
- 英雄傳說 黎之軌跡2 （霧香 · 樓蘭）

### 外語配音
- 食人蟲（費[7]）

### 廣播劇CD
- 黑子的籃球 DRAMA THEATER 2nd GAMES（2012年11月14日）
- 東京七姐妹 UPDATING??SISTERS!!
- 東京七姐妹 Is This it, Sisters!?
- 森道病院廣播劇CD1 [8]
- 森道病院廣播劇CD2

### DVD、BD
- 東京七姐妹 t7s 1st Anniversary Live in Zepp Tokyo 15'→34' ～H-A-J-I-M-A-L-I-V-E-!!～
- t7s 2nd Anniversary Live 16'→30'→34' -INTO THE 2ND GEAR-
- t7s 3rd Anniversary Live 17 →XX -CHAIN THE BLOSSOM- in Makuhari Messe

### 其他
- LiveRevolt（瀨戶瑪琳〈第2代〉[9]）

## 音樂CD

### 角色歌
| 發售日   | 商品名稱                                    | 演唱名義              | 歌曲                                                               | 備註                                   |
| 2015年   | 2015年                                      | 2015年                | 2015年                                                             | 2015年                                 |
| -------- | ------------------------------------------- | --------------------- | ------------------------------------------------------------------ | -------------------------------------- |
| 4月23日  | t7s Re:Longing for summer                   | SiSH                  | 「AOZORA TRAIN」                                                   | 遊戲《東京七姐妹》相關歌曲             |
| 5月20日  | H-A-J-I-M-A-L-B-U-M-!!                      | 777☆SISTERS           | 「H-A-J-I-M-A-R-I-U-T-A-!!」 「Cocoro Magical」 「KILL☆ER☆TUNE☆R」 | 遊戲《東京七姐妹》相關歌曲             |
| 5月20日  | H-A-J-I-M-A-L-B-U-M-!!                      | SiSH                  | 「」                                                               | 遊戲《東京七姐妹》相關歌曲             |
| 7月29日  | /FUNBARE☆RUNNER                             | 777☆SISTERS           | 「」 「FUNBARE☆RUNNER」                                            | 遊戲《東京七姐妹》相關歌曲             |
| 12月9日  | Snow in “I love you”/!!                     | 777☆SISTERS           | 「Snow in“I love you”」                                            | 遊戲《東京七姐妹》相關歌曲             |
| 12月23日 |                                             | 香琴 feat. （道井悠） | 「」                                                               | 電視動畫《BAR 被人討厭的蔬菜》相關歌曲 |
| 2017年   |                                             |                       |                                                                    |                                        |
| 4月19日  | t7s Longing for summer Again And Again 〜〜 | 777☆SISTERS           | 「〜You were here〜」                                              | 遊戲《東京七姐妹》相關歌曲             |
| 5月5日   | 病名不明                                    | 森道病院              | 「病名不明」                                                       | 森道病院FirstCD                        |
| 8月13日  | /STAY☆GOLD                                  | 777☆SISTERS           | 「」 「STAY☆GOLD」                                                 | 遊戲《東京七姐妹》相關歌曲             |
| 2018年   |                                             |                       |                                                                    |                                        |
| 7月4日   | THE STRAIGHT LIGHT                          | SiSH                  | 「」                                                               | 遊戲《東京七姐妹》相關歌曲             |
| 10月10日 | MELODY IN THE POCKET                        | 777☆SISTERS           | 「MELODY IN THE POCKET」                                           | 遊戲《東京七姐妹》相關歌曲             |

### 组合成员
1. 1 2 3  臼田堇（清水彩香）、神城翠（道井悠）、久遠寺靜香（今井麻夏）
2. 1 2 3 4 5  春日部春（篠田南）、天堂寺結（高田憂希）、角森蘿娜（加隈亞衣）、野野原姬（中島唯）、芹澤桃香（井澤詩織）、臼田堇（清水彩香）、神城翠（道井悠）、久遠寺靜香（今井麻夏）、亞歷山大·蘇斯（大西沙織）、晴海鰆（中村櫻）、晴海鰍（高井舞香）、晴海真珠（桑原由氣）

## 外部連結
- 事務所官方簡歷 （页面存档备份，存于）（日語）
- 個人BLOG （页面存档备份，存于）（日語）
- 道井悠的X（前Twitter） （日語）
- 道井悠的Instagram帳戶 （日語）